# Alan Parker
Alan William Parker (ur. 14 lutego 1944 w Islington w Londynie, zm. 31 lipca 2020 w Londynie) – brytyjski reżyser i producent filmowy, pisarz oraz aktor. Od 1980 miał obywatelstwo amerykańskie. W 1995 został Komandorem Orderem Imperium Brytyjskiego za zasługi dla brytyjskiego przemysłu filmowego, a w 2002 otrzymał tytuł szlachecki. W 2013 zdobył BAFTA Fellowship, najwyższe wyróżnienie Brytyjskiej Akademii Filmowej i Telewizyjnej.

## Życiorys

### Wczesne lata
Urodził się w Islington w północnym Londynie jako jeden z dwóch synów Elsie Ellen Parker, krawcowej, i Williama Leslie Parkera, artysty malarza. Miał brata Rogera Pugh. Wychował się w klasycznej brytyjskiej rodzinie w Stockton na północnym wschodzie Teesside. Uczęszczał do Dame Alice Owen’s School. W 1962 opuścił szkołę i dołączył jako copywriter do agencji reklamowej Collet Dickinson Pearce (CDP), gdzie pracował między innymi z Davidem Puttnamem, Alanem Marshallem i Charlesem Saatchim.

### Kariera
Jego scenariusz do szkolnej komedii romantycznej S.W.A.L.K. (ang. sealed with a loving kiss, pl. zapieczętowany miłosnym pocałunkiem), został wyprodukowany przez Davida Puttnama, w reżyserii Warisa Husseina, i wydany jako komediowy melodramat Melody (1971) z udziałem Marka Lestera. W 1971 Parker i Marshall stali się niezależni, tworząc Alan Parker Film Company. Nakręcili serię udanych reklam, w tym włoskiej marki wermutu Campari Group – Cinzano z Leonardem Rossiterem i Joan Collins.
Następnie Parker napisał scenariusz i wyreżyserował dwa filmy krótkometrażowe: Our Cissy (1974) i Footsteps (1974) z Gemmą Jones oraz dramat telewizyjny BBC No Hard Feelings (1976), której akcja toczy się w wojennym Londynie, z Joe Gladwinem. Sukcesem był telewizyjny dramat wojenny BBC The Evacuees (1975) z Ivorem Robertsem o doświadczeniach dwóch żydowskich chłopców ewakuowanych z Londynu podczas Blitzu, za którą Parker zdobył Emmy (1975) i Nagrodę Telewizyjnej Akademii Brytyjskiej (1976). Pomimo tego sukcesu Parkerowi trudno było pozyskać finansowania dla scenariuszy, które opisał jako „bardzo angielskie, bardzo londyńskie, bardzo wściekłe klasy robotnicze”.
Gangsterska komedia muzyczna Bugsy Malone (1976) ze Scottem Baio i Jodie Foster została sfinansowana głównie przez National Film Finance Corporation and Rank. Film odniósł sukces i przyniósł Parkerowi Nagrodę Brytyjskiej Akademii Filmowej za najlepszy scenariusz oryginalny. Startował również w konkursie głównym na 29. MFF w Cannes. Parker był także grafikiem (współpracował dla Screen International) i autorem powieści Pudles in the Lane (1977).
Jego pierwszym przedsięwzięciem w Stanach Zjednoczonych była chwalona przez krytyków opowieść o wstrząsających doświadczeniach młodego -Amerykanina z tureckim systemem więziennym ze scenariuszem Olivera Stone, Midnight Express (1978), za który zdobył Nagrodę Brytyjskiej Akademii Filmowej za najlepszą reżyserię oraz nominację do Oscara za najlepszą reżyserię i Złotego Globu dla najlepszego reżysera. Potem był udany musical Sława (Fame, 1980), nominowany do Césara w kategorii najlepszy film zagraniczny, którego akcja rozgrywa się w New York City High School for the Performing Arts, a następnie Pink Floyd – The Wall (1982), wersji filmowej albumu The Wall zespołu Pink Floyd z Bobem Geldofem, i Najwyższa stawka (Shoot the Moon, 1982) z Diane Keaton i Peterem Wellerem. Za realizację dramatu wojennego Ptasiek (Birdy, 1984) z Matthew Modine’em i Nicolasem Cage’em otrzymał Grand Prix na 38. MFF w Cannes i nagrodę publiczności na Warszawskim Międzynarodowym Festiwalu Filmowym.
Dreszczowiec Harry Angel (Angel Heart, 1987) z Robertem De Niro i Mickeyem Rourkiem przyniósł mu nominację do Saturna w kategorii najlepszy scenarzysta. Za reżyserię dreszczowca Missisipi w ogniu (Mississippi Burning, 1988) z Willemem Dafoe, Gene’em Hackmanem i Bradem Dourifem zdobył nominację do Oscara, Złotego Globu, BAFTA i David di Donatello.
Melodramat wojenny Przyjdź zobaczyć raj (Come See the Paradise, 1990) z Dennisem Quaidem i Michaelem Yorkiem miał swoją premierę w konkursie głównym na 43. MFF w Cannes. Komediodramat Droga do Wellville (The Road to Wellville, 1994) z Larą Flynn Boyle, Anthonym Hopkinsem, Matthew Broderickiem i Johnem Cusackiem zaprezentowany został na MFF w Tokio.
Za biograficzny dramat muzyczny Evita (1996) z Antonio Banderasem i Madonną został uhonorowany Nastro d’argento, Prêmio Guarani (za najlepszy film zagraniczny) i był nominowany do Złotego Globu dla najlepszego reżysera. Zrealizował też teledyski Madonny do piosenek ze ścieżki dźwiękowej Evity – „You Must Love Me”, „Don’t Cry for Me Argentina” i „Another Suitcase in Another Hall”.
Za dramat Prochy Angeli (Angela's Ashes, 1999) z Robertem Carlyle i Emily Watson został nagrodzony na MFF w Karlowych Warach. Dramat kryminalny Życie za życie (The Life of David Gale, 2003) z Kevinem Spaceym i Kate Winslet pokazany został premierowo w konkursie głównym na 53. MFF w Berlinie.
Zasiadał w jury konkursu głównego na 44. MFF w Cannes (1991).

## Życie prywatne
W 1966 ożenił się z Annie Inglis, z którą miał czwórkę dzieci. Jednak w 1992 doszło do rozwodu. W latach 90. XX wieku poślubił Lisę Moran.
Zmarł 31 lipca 2020 w Londynie w wieku 76 lat po długotrwałej chorobie.

## Filmografia
Bugsy Malone (1976)
Midnight Express (1978)
Sława (Fame, 1980)
Pink Floyd – The Wall (1982)
Najwyższa stawka (Shoot the Moon, 1982)
Ptasiek (Birdy, 1984)
Harry Angel (Angel Heart, 1987)
Missisipi w ogniu (Mississippi Burning, 1988)
Przyjdź zobaczyć raj (Come See the Paradise, 1990)
The Commitments (1991),
Droga do Wellville (The Road to Wellville, 1994)
Evita (1996)
Prochy Angeli (Angela's Ashes, 1999)
Życie za życie (The Life of David Gale, 2003)

## Nagrody
- Nagroda BAFTA
  - Najlepszy film: 1992:The Commitments
  - Najlepsza reżyseria: 1978: Midnight Express
  - 1992:The Commitments
  - Najlepszy scenariusz: 1977:Bugsy Malone
- Nagroda na MFF w Cannes
  - Nagroda Specjalna Jury: 1985: Ptasiek
  - 1992: The Commitments